# Next Semester
«Next Semester» es una canción del grupo estadounidense Twenty One Pilots, publicada el 27 de marzo de 2024 mediante el sello Fueled by Ramen como el segundo sencillo del álbum Clancy y fue producido por Tyler Joseph y Paul Meany.
La canción estuvo acompañada de un vídeo musical dirigido por Andrew Donoho. El mismo día, la banda anunció el Clancy World Tour.

## Composición
"Next Semester" ha sido descrito como post-punk y garage rock. En cuanto al tema, la canción se considera una explosión inquieta sobre el deseo de empezar de nuevo mientras se sigue lidiando con lo que fue en el pasado, y contiene letras que hablan sobre el sentimiento de ansiedad y un recuerdo ineludible de estar parado en la carretera, frente a un vehículo en movimiento y escapar de ser atropellado. Según Joseph, la canción trata "sobre un ataque de pánico que [tuvo] en la universidad". El título alude a la idea de empezar de nuevo el próximo semestre.

## Lanzamiento
Después de días de especulaciones, "Next Semester" se anunció oficialmente el 23 de marzo de 2024. La banda declaró que la canción se lanzaría "la próxima semana" y proporcionó un adelanto del video musical. La pista, junto con el vídeo musical, estuvo disponible el 27 de marzo de 2024.

## Video musical
El 17 de marzo de 2024, el vídeo musical fue filmado en The Smell en el centro de Los Ángeles. El vídeo musical de "Next Semester" fue dirigido por Andrew Donoho con edición de Mark C. Eshleman y Tyler Joseph. Hasta el 22 de mayo de 2024, ha obtenido más de 6 millones de visitas en YouTube. El 17 de abril de 2024, la banda lanzó un vídeo detrás de escena.
El video muestra a la banda interpretando la canción frente a una multitud. El video cambia constantemente entre tomas del concierto y Joseph parado en medio de una carretera poco iluminada por la noche, presumiblemente visto desde el punto de vista de un vehículo que se aproxima.